# Unifight
Unifight (ou Universal Fight) est un système complexe de préparation militaire applicative et en même temps un système de compétition.

## Historique
Universal Fight a été créé en 1939 lorsque, pour certains segments du système militaire, étaient créés des programmes complexes d’entraînement. Ces programmes préparaient les participants pour 4 épreuves - pentathlon, lutte corps à corps, tir avec des armes à feu et utilisation des armes blanches.
En 2000 était fondée à Paris la Fédération Internationale d'Unifight, sous la direction du champion olympique de judo Serhiy Novikov, de Russie. Jusqu’ici ont adhéré à cet organisme 36 pays, de trois continents, dont 19 européens.
En 2002 était créée la Fédération Européenne de Unifight, qui a le siège en Roumanie. Les fédérations nationales adhérentes sont :
Azerbaïdjan, 
Belgique, 
Biélorussie, 
Bulgarie, 
Estonie, 
Finlande, 
France,  
Géorgie,  
Grèce,  
Irlande (en cours de création), 
Israël, 
Lettonie, 
Lituanie, 
Moldavie, 
République tchèque, 
Roumanie, 
Russie, 
Slovaquie, 
Ukraine.

## Technique
Unifight n’est pas un style de lutte, mais une méthode de préparation et de vérification, où tout ce qui compte est la mise en application des notions et des habiletés apprises en système full-contact, dans des conditions de stress et d’effort.
Une compétition d'unifight est divisée en deux étapes consécutives:

### La première étape
La première étape est le parcours d'une piste d'obstacles et d'épreuves de tir, d'environ 60 mètres, que le sportif doit parcourir parallèlement à son concurrent. Tout obstacle non franchi entraîne la disqualification du sportif.
La piste d'obstacles comporte 10 éléments:
1. Labyrinthe, 2. Poutre de gymnastique (H=1m.; L=4m.), 3. Mur (H=2 m), 4. Échelle horizontale (H=2,5 m.; L=4 m.), 5. Barrière (H=1,1m.), 6. Cible pour arme à feu (distance 15 m.), 7, Cible pour lancer de couteau (distance 7 m., épreuve militaire), 8. Tunnel (L=3 m.), 9. Échelle d'abordage (H =8–10 m.), 10, Corde de rappel (H=8–10 m.).
Son parcours s'effectue de la manière suivante :
Au signal "start", le concurrent parcourt en courant la distance de 6 m.
1. Parcourt le labyrinthe.
2. Parcourt en courant la distance de 6 m. puis parcourt la poutre de gymnastique.
3. Parcourt en courant la distance de 6 m. et saute le mur de 2 m.
4. Parcourt en courant la distance de 7 m. et passe l'échelle horizontale en s'accrochant aux échelons; la prise sur le premier échelon ainsi que sur le dernier est obligatoire.
5. Parcourt en courant la distance de 8 m. et saute la barrière.
6. Parcourt en courant la distance de 6 m. et tire sur la cible (deux essais).
7. Parcourt en courant la distance de 8 m. et lance le couteau (deux essais)
8. Parcourt en courant la distance de 5 m. et passe dans le tunnel en rampant.
9. Parcourt en courant la distance de 7 m. et monte à l'échelle d'abordage.
10. Descend en rappel (à l'aide des bras et des jambes), parcourt en courant la distance de 6 m.
La fin de la course est au ring.

### La seconde étape
La seconde étape débute après une pause d'une minute, durant laquelle le sportif doit s'équiper (protections).
Peuvent participer à Universal Fight ceux qui pratiquent tout sport à caractère de lutte, quel que soit le style, sous forme full-contact. Il existe plusieurs formes de compétition : unifight full, unifight semi-light, unifight light et unifight d'hiver.
Des champions mondialement connus tes que Sergueï Kharitonov (dans les photos ci-dessus) proviennent de l'unifight.
Source : Fédération Européenne d'Unifight

## Championnats
- 2000 Championnat mondial Orenbourg, Russie, 16 pays participants
- 2001 Championnat mondial Samara, Russie, 20 pays participants
- 2002 Championnat mondial St. Petersburg, Russie, 21 pays participants
- 2003 Championnat mondial Kiev, Ukraine, 25 pays participants
- 2004 Championnat européen Moscou, Russie, pays participants
- 2004 Championnat mondial Podgorica, Serbie, 31 pays participants
- 2005 Championnat mondial St. Petersburg, Russie, 34 pays participants
- 2006 Championnat mondial Kaliningrad, Russie, 36 pays participants
- 2007 Championnat mondial Tachkent, Ouzbékistan, 32 pays participants
- 2007 Coupe Internationale des Troupes Spéciales Mangalia, Roumanie, 12 pays participants
- 2008 Championnat européen Drobeta-Turnu Severin, Roumanie, 15 pays participants
- 2008 Championnat mondial Kaliningrad, Russie, 36 pays participants
- 2008 Coupe Internationale des Troupes Spéciales Mangalia, Roumanie, 15 pays participants[5]
- 2009 Championnat européen Mangalia, Roumanie, 15 pays participants
- 2009 Championnat mondial Prague, République tchèque, 40 pays participants
- 2010 Championnat européen Reșița, Roumanie, 12 pays participants[6]

Source : Fédération Internationale d'Unifight